# Trichopilia fragrans
Trichopilia fragrans là một loài lan được tìm thấy ở Caribea đếm miền nam châu Mỹ nhiệt đới.

## Hình ảnh

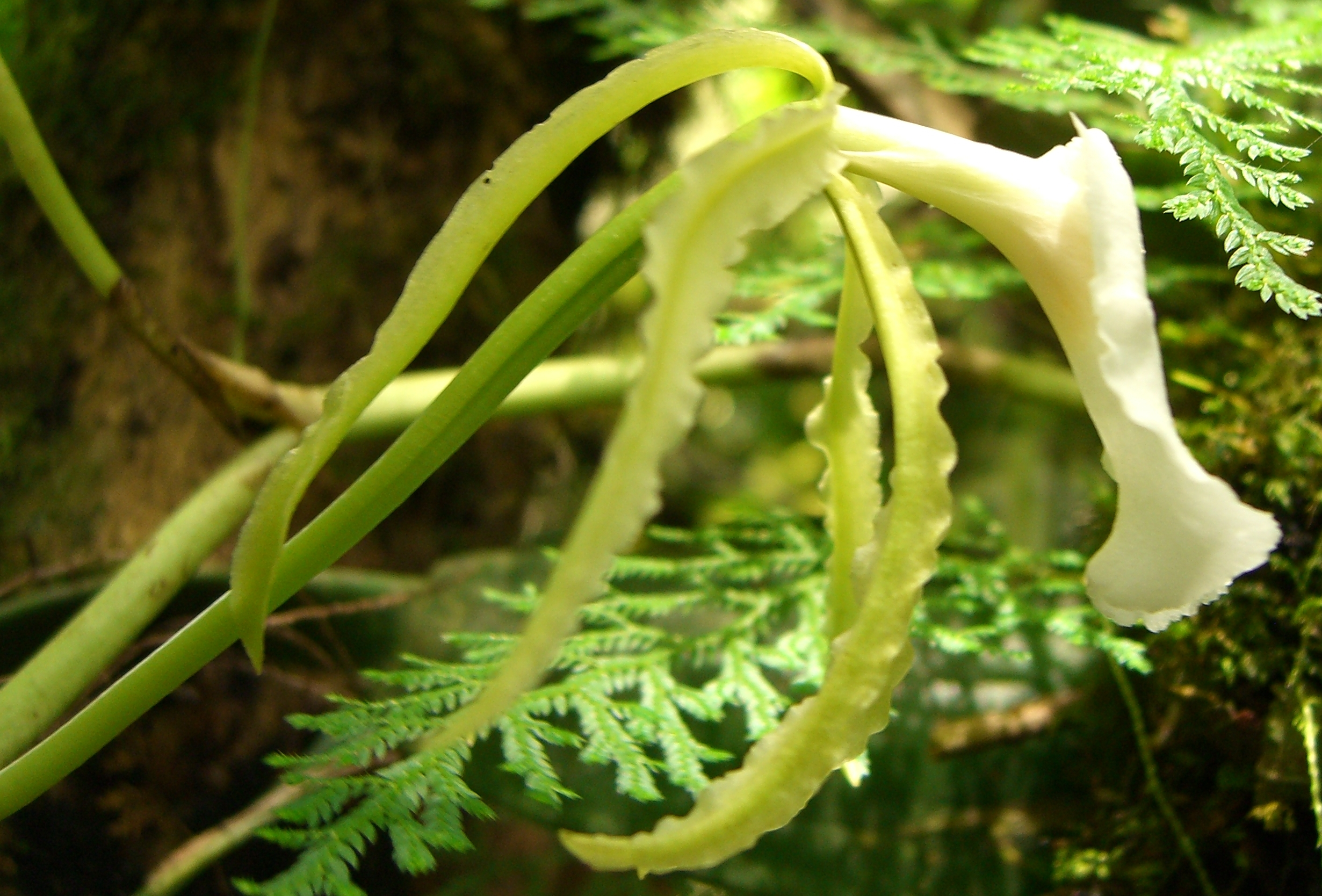
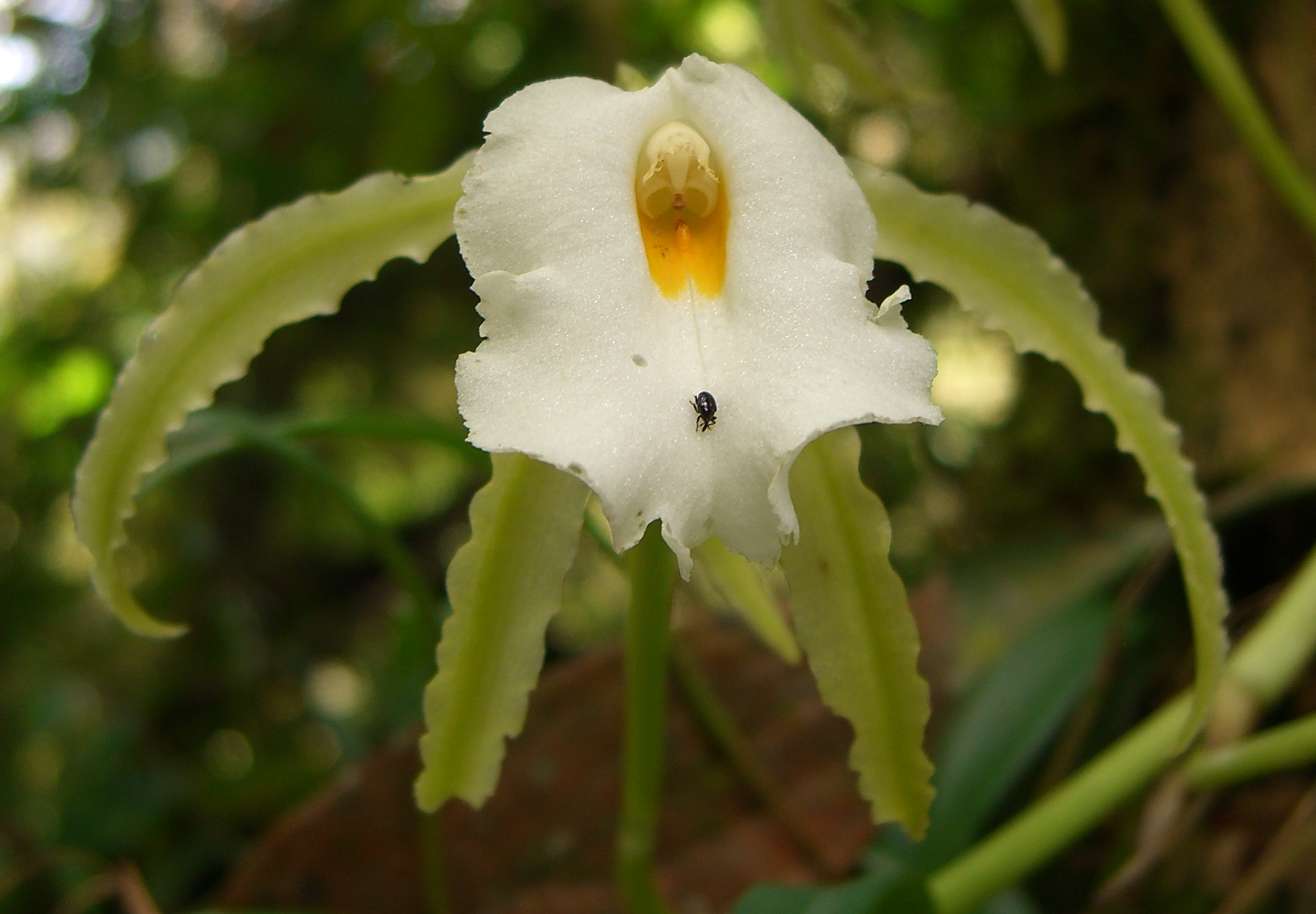